# Goin' In
Singles de Jennifer Lopez
Follow the Leader
(2012)
Singles par Flo Rida
Whistle
(2012) Let It Roll
(2012)
Goin' In est une chanson de l'artiste américaine Jennifer Lopez en collaboration avec le rappeur américain Flo Rida sorti le 8 juin 2012 sous le label Island Records. Ce titre est le second single extrait du best-of Dance Again... The Hits et le premier single de la bande originale du film Sexy Dance 4 : Miami Heat. La chanson est produite par GoonRock. Bien que non crédité le rappeur américain Lil Jon participe sur Goin' In.

## Formats et liste des pistes
| CD single promotionnel | CD single promotionnel                | CD single promotionnel | CD single promotionnel | CD single promotionnel | CD single promotionnel | CD single promotionnel | CD single promotionnel | CD single promotionnel | CD single promotionnel |
| No                     | Titre                                 | Durée                  |                        |                        |                        |                        |                        |                        |                        |
| ---------------------- | ------------------------------------- | ---------------------- | ---------------------- | ---------------------- | ---------------------- | ---------------------- | ---------------------- | ---------------------- | ---------------------- |
| 1.                     | Goin' In (Main) (featuring Flo Rida)  | 4:10                   |                        |                        |                        |                        |                        |                        |                        |
| 2.                     | Goin' In (Gustavo Scorpio Edit)       | 4:36                   |                        |                        |                        |                        |                        |                        |                        |
| 3.                     | Goin' In (Gustavo Scorpio Dub)        | 7:46                   |                        |                        |                        |                        |                        |                        |                        |
| 4.                     | Goin' In (Jacob Plant Remix)          | 4:41                   |                        |                        |                        |                        |                        |                        |                        |
| 5.                     | Goin' In (Michael Woods Remix Edit)   | 4:16                   |                        |                        |                        |                        |                        |                        |                        |
| 6.                     | Goin' In (Michael Woods Remix)        | 6:24                   |                        |                        |                        |                        |                        |                        |                        |
| 7.                     | Goin' In (Michael Woods Dub)          | 6:24                   |                        |                        |                        |                        |                        |                        |                        |
| 8.                     | Goin' In (Michael Woods Instrumental) | 6:21                   |                        |                        |                        |                        |                        |                        |                        |
| 52:24                  |                                       |                        |                        |                        |                        |                        |                        |                        |                        |

## Classement par pays
| Classement (2012)              | Meilleure position |
| ------------------------------ | ------------------ |
| Allemagne (Media Control AG)   | 67                 |
| Autriche (Ö3 Austria Top 40)   | 58                 |
| Brésil (Hot 100)               | 29                 |
| Brésil (Hot Pop Songs)         | 12                 |
| Canada (Hot 100)               | 54                 |
| Italie (FIMI)                  | 100                |
| États-Unis (Dance Club Songs)  | 1                  |
| États-Unis (Hot Latin Songs)   | 32                 |
| États-Unis (Latin Pop Airplay) | 19                 |

## Historique de sortie
| Région      | Date            | Format                 | Label                          |
| ----------- | --------------- | ---------------------- | ------------------------------ |
| Monde       | 8 juin 2012     | Téléchargement digital | The Island Def Jam Music Group |
| Canada      | 12 juin 2012    | Téléchargement digital | The Island Def Jam Music Group |
| Mexique     | 12 juin 2012    | Téléchargement digital | The Island Def Jam Music Group |
| États-Unis  | 12 juin 2012    | Téléchargement digital | Island Records                 |
| États-Unis  | 18 juin 2012    | Diffusion radio        | Island Records                 |
| Royaume-Uni | 23 juillet 2012 | Téléchargement digital | Mercury Records                |
| Allemagne   | 3 août 2012     | Téléchargement digital | The Island Def Jam Music Group |